# Sabella muelleri
Sabella muelleri är en ringmaskart som beskrevs av Henrik Nikolai Krøyer 1856. Sabella muelleri ingår i släktet Sabella och familjen Sabellidae. Inga underarter finns listade i Catalogue of Life.